# Engagierter Buddhismus

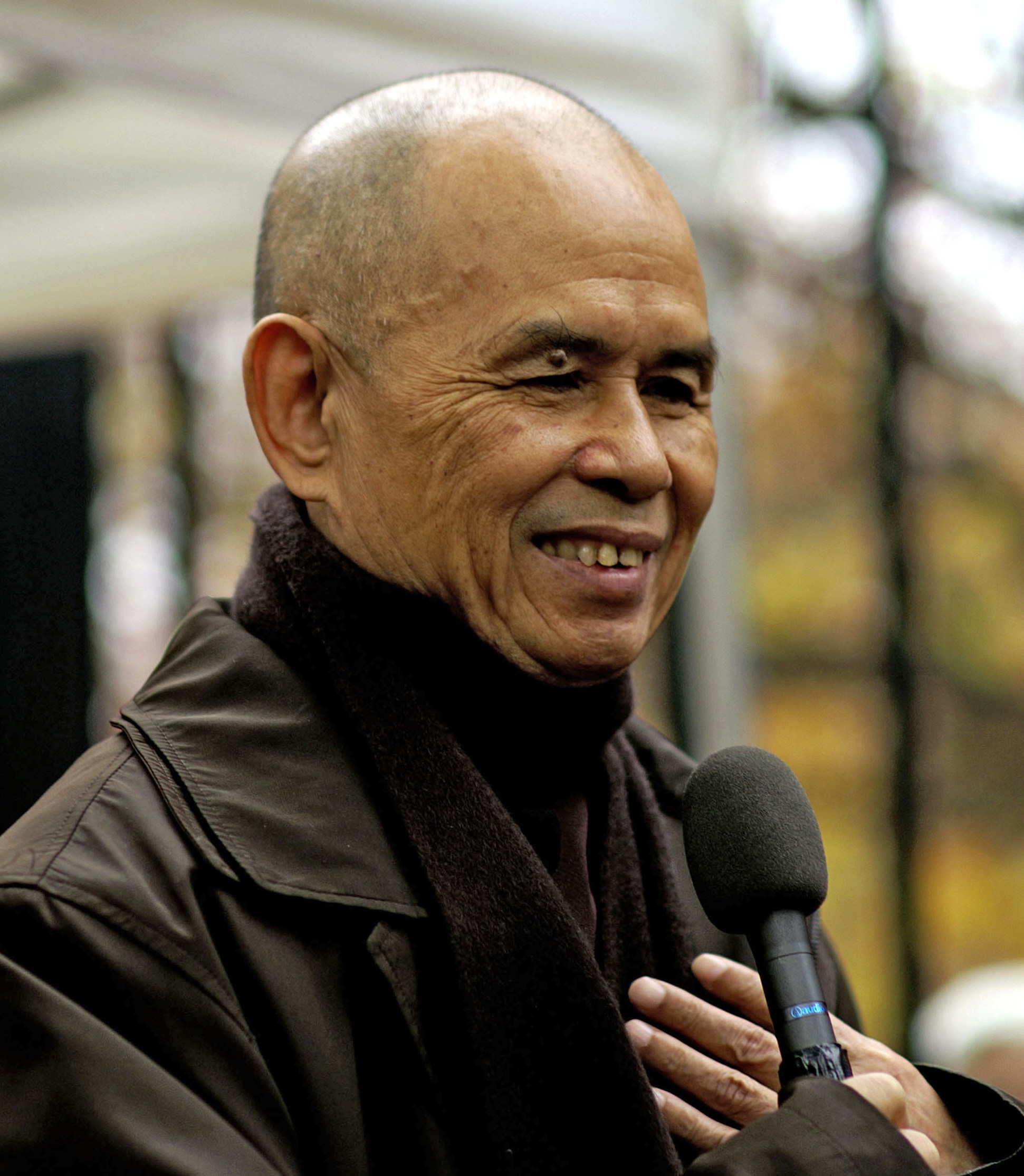
Thích Nhất Hạnh 2006

Engagierter Buddhismus ist ein Ausdruck, der ursprünglich vom vietnamesischen Zen-Mönch Thích Nhất Hạnh geprägt wurde.

## Hintergrund
Während des Vietnamkriegs versuchten er und seine Gemeinschaft von Mönchen und Nonnen, dem allseits sichtbaren Leid zwischen den Fronten zu begegnen, ohne für oder gegen eine der beiden Seiten in dem Konflikt Stellung zu nehmen. Die Nichttrennung von Meditation und Mitgefühl für alle Wesen, von Achtsamkeitsübung und Betreuung von Verwundeten und Vertriebenen wurden zu ihrer integralen Praxis. Von beiden Krieg führenden Parteien mit Argwohn beobachtet, wurden sie zunehmend der jeweils gegnerischen Seite zugerechnet und verfolgt.

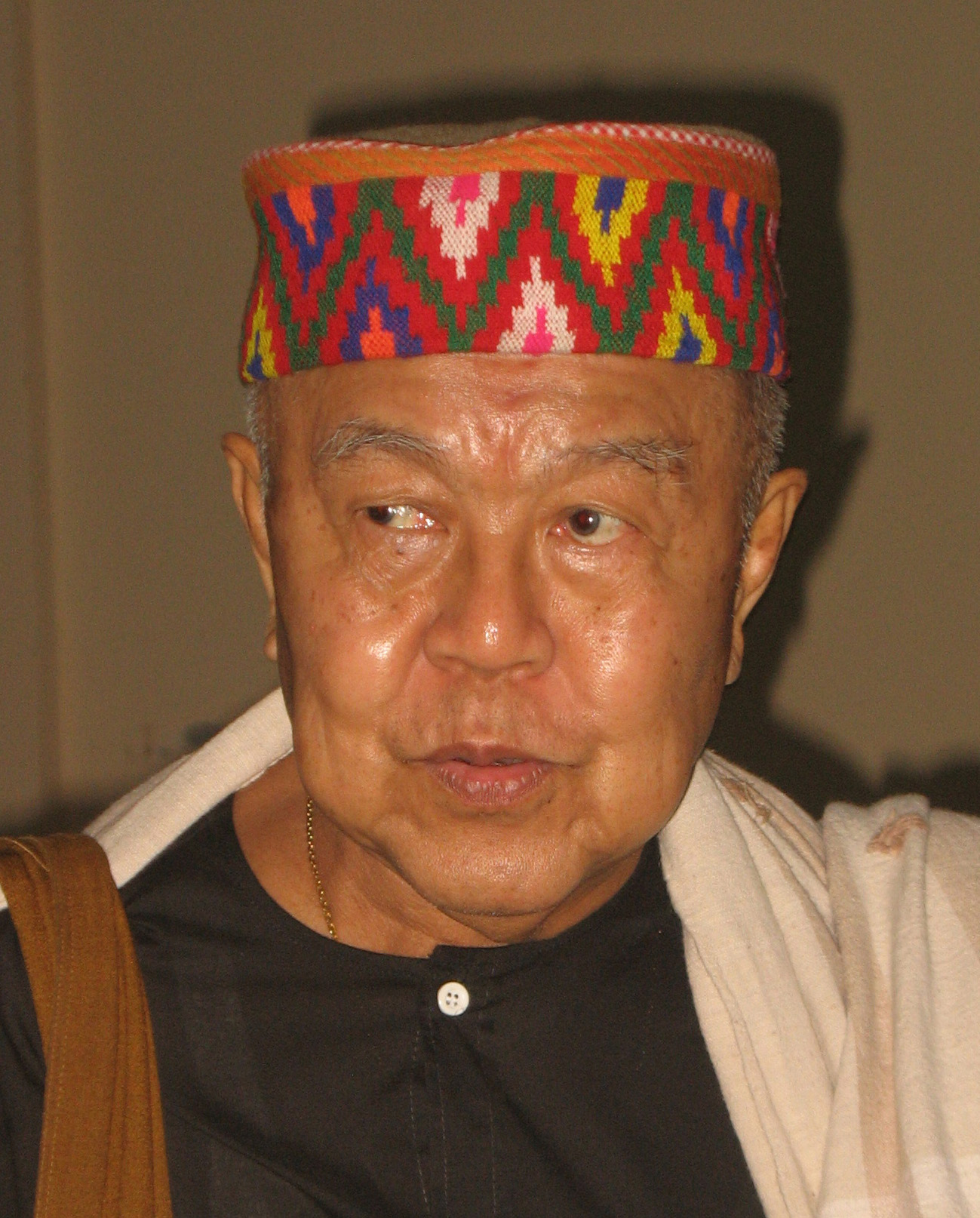
Sulak Sivaraksa, Gründer der INEB

Die ersten Veröffentlichungen von Thích Nhất Hạnh zum engagierten Buddhismus erschienen im Jahr 1954 in einer vietnamesischen Tageszeitung.
Seit den 1970er Jahren wird der Begriff Engagierter Buddhismus von asiatischen und westlichen Buddhisten gebraucht, um die Verbindung von meditativer Einsicht und holistischer Weltsicht mit aktivem ökologischem, humanistischem und sozialem Engagement zum Schutz der Mitwelt und der Mitwesen, für die Beseitigung ökonomischer, sozialer, gender und humanistischer Benachteiligung und des damit verbundenen Leidens zum Ausdruck zu bringen.
Organisationen wie das Internationale Netzwerk Engagierter Buddhisten (INEB), die Buddhist Peace Fellowship und andere wollen mit beispielgebenden Projekten eine weltweite Bewegung für buddhistisches Engagement auslösen. Das INEB wurde 1989 auf Initiative von Sulak Sivaraksa in Thailand unter der Schirmherrschaft von Buddhadasa Bhikkhu (Theravada) (nach dessen Tod: Maha Ghosananda), von Thich Nhat Hanh (Mahayana) und vom Dalai Lama (Vajrayana) gegründet.
Robert Aitken Roshi, Tetsugen Bernard Glassman Roshi, Claude Anshin Thomas stehen für buddhistische Friedens- und Sozialprojekte in den USA.
Für die Dalits in Indien sind es insbesondere die Ambedkar-Buddhisten, die mit buddhistisch motivierten Sozialhilfe- und Bildungsprojekten die Situation zu verbessern trachten.
Organisationen, wie „Sakyadhita – Internationale Vereinigung Buddhistischer Frauen“, die von Ayya Khema und anderen ins Leben gerufen wurde, treten für die gesellschaftliche Gleichberechtigung der Frauen in der Gesellschaft, insbesondere auch innerhalb des Buddhismus, für die Wiederherstellung des buddhistischen Nonnenordens, für mehr Bildungs- und Berufschancen für Frauen und andere genderrelevante Anliegen ein.

## Aktivisten und Autoren
- Martine Batchelor
- Buddhadasa Bhikkhu
- Bernard Tetsugen Glassman
- Thich Nhat Hanh
- Ken Jones
- David Loy
- Joanna Macy
- Payutto
- Matteo Pistono
- Christopher S. Queen
- Nadasena Ratnapala
- Alan Senauke
- Sulak Sivaraksa
- Claude Anshin Thomas
- Christopher Titmuss
- Jonathan Watts

im deutschen Sprachraum
- Karl-Heinz Brodbeck
- Friedrich Fenzl[2]
- Ayya Khema
- Franz-Johannes Litsch
- Wilhelm Müller
- Sylvia Wetzel

## Einzelbelege
1. ↑  Thích Nhất Hạnh: History of Engaged Buddhism: A Dharma Talk by Thich Nhat Hanh, Hanoi, Vietnam, May 6-7, 2008. In: Human Architecture: Journal of the Sociology of Self-Knowledge. Vol. 6, Iss. 3, Article 7, 2008.
2. ↑  Volker Zotz: Die Suche nach einem sozialen Buddhismus. Friedrich Fenzl und Jodo Shinshu. Kairos Edition (Luxemburg) 2007, ISBN 2-9599829-6-7.